# Amy Klobuchar

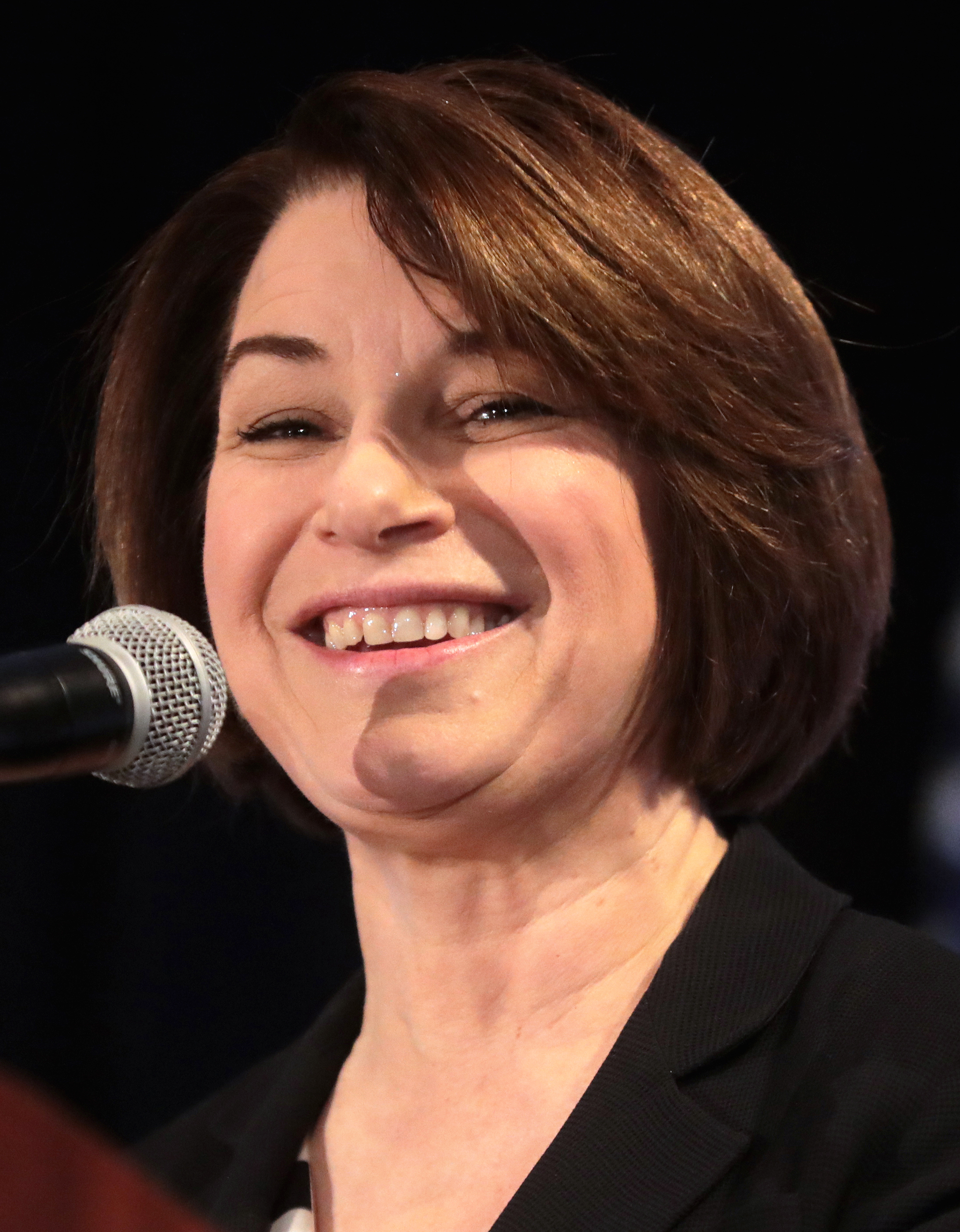
Amy Klobuchar (2020)

Amy Jean Klobuchar (* 25. Mai 1960 in Plymouth, Minnesota) ist eine US-amerikanische Politikerin und Mitglied der Minnesota Democratic-Farmer-Labor Party. Seit 2007 gehört sie dem Senat der Vereinigten Staaten an. 2020 bewarb sie sich um die Nominierung als Kandidatin ihrer Partei für die Präsidentschaftswahl.

## Familie, Ausbildung und Beruf
Amy Klobuchar wurde als Tochter des Journalisten und Autors Jim Klobuchar und der Lehrerin Rose Katherine Heuberger in Plymouth geboren. Ihr Vater ist slowenischer und ihre Mutter schweizerischer Herkunft. Nach dem Abschluss der Highschool studierte sie Politikwissenschaften an der Yale University. 1982 erhielt sie ihren Bachelor-Abschluss magna cum laude und erwarb 1985 an der Law School der University of Chicago ihren J.D. Anschließend arbeitete sie für verschiedene Anwaltskanzleien und als Beraterin für den früheren US-Vizepräsidenten Walter Mondale. 1998 wurde sie zur Staatsanwältin des Hennepin County gewählt. Dieses Amt hatte sie bis 2006 inne.
Sie ist seit 1993 mit dem Rechtswissenschaftler John Bessler verheiratet und hat mit ihm eine Tochter.

## Politische Laufbahn
Nachdem der demokratische Senator Mark Dayton früh im Jahr 2005 angekündigt hatte, nicht erneut kandidieren zu wollen, galt Klobuchar als Favoritin für die Nachfolge. Am 29. September 2005 gab sie ihre Kandidatur bekannt und setzte sich in der parteiinternen Vorwahl durch. Bei der Senatswahl am 7. November 2006 erhielt Klobuchar 58 Prozent der Stimmen und setzte sich damit gegen den Republikaner Mark Kennedy durch. Sie wurde am 3. Januar 2007 als Senatorin im 110. Kongress der Vereinigten Staaten vereidigt – als erste gewählte Senatorin Minnesotas. Bei der Wahl 2012 wurde sie mit deutlicher Mehrheit wiedergewählt, bei der Wahl 2018 mit 60 zu 36 Prozent der Stimmen gegen den Republikaner Jim Neuberger.
Klobuchar kündigte am 10. Februar 2019 ihre Kandidatur für die Präsidentschaftswahl 2020 an; bereits zuvor war sie als mögliche Kandidatin gehandelt worden. Klobuchar galt als Vertreterin eines moderaten, pragmatischen Kurses und aufgrund ihrer Senatserfahrung und Beliebtheit im Mittleren Westen als chancenreich. Nachdem sie bei der Primary von New Hampshire den dritten Platz belegt hatte, bei den weiteren bis dahin gelaufenen drei Abstimmungen aber abgeschlagen war, erklärte sie am 2. März 2020 den Rückzug von ihrer Kandidatur. An diesem Vorabend des Super Tuesday sprach sie sich für Joe Biden aus.

## Positionen
Klobuchar vertritt linksliberale Ansichten und spricht sich für einen Ausbau der Sozialleistungen und der Krankenversicherung aus. Sie befürwortet die Möglichkeit eines Schwangerschaftsabbruchs (Pro-Choice) und die Stärkung der Rechte der LGBT. Sie kritisierte den Irakkrieg und stimmte im Januar 2007 gegen die Pläne Präsident George W. Bushs, die Zahl der Truppen im Irak zu erhöhen.
Im September 2018 äußerte sie, der Nominierungsprozess für den umstrittenen Supreme-Court-Kandidaten Brett Kavanaugh sei „nicht normal“. Ihre Konfrontation mit Kavanaugh im Rahmen seiner Anhörung vor dem Justizausschuss des Senats Ende September 2018 wurde viel beachtet.
Gemäß dem Bipartisan Index des Lugar Centers, der angibt, wie überparteilich Kongressabgeordnete und Senatoren arbeiten, war Klobuchar im 115. Kongress im oberen Mittelfeld. Von den für die Präsidentschaft kandidierenden amtierenden Senatoren schätzt das Lugar Center sie als die Überparteilichste ein.
Gemeinsam mit den Senatoren Ben Sasse, Cory Booker und dem Republikaner Tim Scott setzte sich Klobuchar besonders für die Förderung der beruflichen Aus- und Weiterbildung von Arbeitskräften durch Kredite und Sparförderung ein und brachte zu diesem Zweck mehrere Gesetzentwürfe in die Kammern des Parlaments.

### Präsidentschaftswahlkampf 2020
Innerhalb der Demokraten gilt Klobuchar als pragmatische Vertreterin der politischen Mitte. In ihrem Wahlprogramm zur Präsidentschaftswahl 2020 befürwortete sie eine Abschaffung der Todesstrafe, die Legalisierung von Marihuana und eine Erhöhung des Mindestlohns auf 15 $. Sie setzte sich für die Abschaffung von Studiengebühren der ersten zwei Jahre an Colleges ein, sprach sich aber gegen gänzlich kostenfreie Hochschulbildung aus. Sie ist für einen Ausbau von erneuerbaren Energien sowie der Kernenergie und gegen Offshore-Drilling. Klobuchar bekennt sich zum Second Amendment, befürwortet allerdings Hintergrundüberprüfungen bei Waffenkäufen (background checks) und ein Verbot halbautomatischer Waffen.
Klobuchar lehnt zwar eine universelle Krankenversicherung (Medicare for all) ab, befürwortet aber eine Ausweitung der staatlichen Gesundheitsvorsorge. Sie spricht sich für moderate Steuererhöhungen für Einkommensstarke bei gleichzeitiger Ablehnung einer Vermögenssteuer, eine Abschaffung des Electoral College, ein Kürzen der Ausgaben für das Militär und Strafzölle bei gegebenem Anlass aus. Sie ist eine Befürworterin des überarbeiteten NAFTA-Abkommens USMCA.
Klobuchar gehörte dem sechsköpfigen Joint Congressional Committee on Inaugural Ceremonies (JCCIC) bei der Amtseinführung von Joe Biden als 46. US-Präsident an.